# حرب الأجمات الأوغندية
حرب الأجمات الأوغندية، تُعرف أيضاً باسم حرب لويرو، أو الحرب الأهلية الأوغندية، أو حرب المقاومة، هي حرب أهلية اندلعت في أوغندا بين الأعوام 1980 و1986 شنّتها الحكومة الأوغندية وجناحها المسلّح، جيش التحرير الوطني الأوغندي، ضدّ عدة جماعات مسلّحة، كان من أهمّها جيش المقاومة الوطنيّة.
أطاح انقلاب عسكري قاده الجنرال عيدي أمين بالرئيس غير المحبوب ميلتون أوبوتي، واستلم نظام عسكري ديكتاتوري مقاليد السلطة. أُطيح بأمين في العام 1979 بُعيد الحرب الأوغندية التنزانية، ولكنّ مناصروه خاضوا حرب الأجمات الأوغندية من خلال شنّهم تمرّدًا مسلّحًا في منطقة غرب النيل في العام 1980. شهدت الانتخابات اللاحقة عودة أوبوتي إلى السلطة في حكومة هيمن عليها جيش التحرير الوطني الأوغندي. زعمت عدة جماعات معارِضة أن الانتخابات مزوّرة، ووحّدت جيش المقاومة الوطنية تحت قيادة يوري موسفني لخوض انتفاضة مسلّحة ضد حكومة أوبوتي في 6 فبراير 1981. أُطيح بأوبوتي مرّة أخرى وحلّ مكانه كرئيس الجنرال تيتو أوكيلو في 1985 في الأشهر الأخيرة من الصراع. شكّل أوكيلو تآلفًا حكوميًّا ضمّ مناصريه وعددًا من جماعات المعارضة المسلحة التي وافقت على توقيع معاهدة سلام. في المقابل، رفض جيش المقاومة الوطنية التسوية مع الحكومة وبسط سيطرته على غالب أجزاء أوغندا الغربية والجنوبية عبر هجمات عسكرية شنّها بين أغسطس وديسمبر 1985.
سيطر جيش المقاومة الوطنية على العاصمة الأوغندية كامبالا في يناير 1986، وشكّل حكومة جديدة كان موسفني بموجبها رئيسًا للبلاد، بينما حُلّ جيش التحرير الوطني الأوغندي في مارس 1986. ونُفي كلّ مِن أوبوتي وأوكيلو. رغم الانتهاء الاسمي للحرب الأهلية، واصلت بعض الجماعات المسلحة المعارِضة لجيش المقاومة الوطنية واصلت هجماتها وقتالها لحكومة موسفني طوال العقود التالية.

## خلفيّة الأحداث
في العام 1971، أُطيح برئيس أوغندا ميلتون أوبوتي عبر انقلاب عسكري قاده الجنرال في الجيش الأوغندي عيدي أمين. كان أوبوتي في منصب الرئاسة منذ استقلال أوغندا عن المملكة المتحدة في 1962، وشهِد نظامه تراجعًا في مستوى المعيشة في البلاد، وانتشارًا للفساد، والإرهاب، واضطهاد الأقليات العِرقية. بسبب شعبيّته المتدهورة، وصل أوبوتي إلى قناعة بأن منافسيه يتآمرون للإطاحة به، وخصوصًا الجنرال أمين، ولهذا سعى لتنفيذ حملة تطهير خلال وجوده خارج البلاد. وصلت تحذيرات إلى أمين بخصوص نيّة أوبوتي، فتصرّف بسرعة، ونفّذ انقلابه، واستولى على الرئاسة، وطرد أوبوتي إلى منفاه في تنزانيا. رغم الشعبيّة التي حظي بها في البداية، فقد اتخذ أمين فيما بعد منحىً استبداديّاً وأسس ديكتاتورية عسكرية سرّعت في إنهاء نظام أوبوتي، وسبّبت صدْعًا في النظام الاقتصادي والسياسي في البلاد.
عمِد أمين إلى شنّ الحرب الأوغنديّة-التنزانية من خلال إعلانه الحرب على تنزانيا وضمّ إقليم كاغيرا؛ وكان أمين مدفوعًا بعدة عوامل منها المعارضة المتزايدة لنظام حكمه، وخوفه من عودة الرئيس السابق أوبوتي للإطاحة به، وعدائه للرئيس التنزاني جوليوس نيريري. هُزمت قوّات أمين وحلفائه الليبيين أمام الجيش التنزاني والجبهة الوطنية لتحرير أوغندا، وهي عبارة عن تحالف قوى سياسية شكّله أوغنديّون في المنفى معارِضون لأمين تحت قيادة أوبوتي، وحمل جناحها المسلّح اسم جيش التحرير الوطني الأوغندي. أُطيح بأمين خلال سقوط العاصمة كيمبالا، ففرّ من البلاد، ونصّبت تنزانيا الجبهة الوطنية لتحرير أوغندا بديلًا عنه. سيّرت حكومة الجبهة الوطنية لتحرير أوغندا المتقلقلة البلادَ بصورة مؤقتة بين أبريل 1979 وديسمبر 1980. في تلك الأثناء، راح مناصرو الرئيس المعزول أمين الذين فرّوا إلى زائير والسودان راحوا يعيدون تنظيم أنفسهم ويستعدون لتجديد الحرب لاستعادة السلطة في أوغندا.

## حرب الأجمات
انتفاضة غرب النيل
كانت المجموعة التي بدأت الأعمال القتالية هي من مناصري أمين والتي أشعلت التمرد ضد حكومة الجبهة الوطنية لتحرير أوغندا في خريف العام 1980. لم تتّخذ قوّاتهم البالغ عددها 7100 مقاتلًا اسمًا رسميّاً لها، ولكن أُطلق عليها بشكل عام تسمية «جيش أوغندا» كونها ضمّت القسم الأكبر من الأفراد السابقين ضمن جيش أوغندا التابع لأمين (كما عُرفت باسم «الجبهة الغربية» أو «جبهة غرب النيل»). لم يكن المتمرّدون متّحدين بشكل حقيقي ولكن انقسموا إلى جماعات متعددة دانت بالولاء لعدة ضبّاط خدموا سابقًا في صفوف قوات أمين، مثل إيميليو موندو، وآيزاك لوماجو، وآيزاك مالييامونجو، وإيلي حسن، وكريستوفر ماوادري، وموسى علي. نسّق أمين لكي تموّل المملكة العربية السعودية مجموعاته ماليًّا تحضيرًا لهجوم شامل طوال الحدود ضدّ منطقة غرب النيل. في 6 أكتوبر، قبل أسبوع واحد من الهجوم المُزمع، عبر 500 مسلّح الحدود وهاجموا بلدة كوبوكو. كانت هناك حامية تابعة قوات الجبهة الوطنية لتحرير أوغندا يبلغ عددها 200 عنصرًا وكانوا في عرض عسكريّ وغير مسلّحين؛ لم يتوانى المتمردون عن ذبح الجنود. وصل خبر المذبحة إلى الحاميات الأخرى التابعة للجبهة الوطنية لتحرير أوغندا في غرب النيل، ففرّوا سريعًا إلى نهر النيل، وهو ما أفسح المجال لجيش أوغندا التقدّم دون قتال، ورحّب بهم السكان المحليّون الذين لم تربطهم بعناصر الجبهة الوطنية لتحرير أوغندا علاقات طيّبة. كان المتمرّدون يُدركون بأنهم لن يتمكنوا من المحافظة على مواقعهم طويلًا أمام الهجوم المعاكس الذي ستشنّه حتمًا الجبهة الوطنية لتحرير أوغندا، فانسحبوا بغالبيتهم إلى السودان بعد عدة أيام، آخذين معهم الكثير ممّا نهبوه. بدأت الجبهة الوطنية لتحرير أوغندا هجومها المعاكس في 12 أكتوبر برفقة القوات التنزانية. كانت المقاومة الوحيدة التي تُذكر قد لقيتهم في بلدة بوندو، حيث قُتل 6 جنود تنزانيين. انطلاقًا اعتبارهم السكان الأصليين مُعادِين، انخرط عناصر الجبهة الوطنية لتحرير أوغندا في حملات تدمير ونهب ممنهجة في منطقة غرب النيل بكاملها، رغم المحاولات اليائسة للضباط التنزانيين لثنيهم عن ذلك. سوّى عناصر الجبهة بلدة أروا بالأرض، وقتلوا 1000 مدنيّ، وتسبّبوا تهجير 250,000 لاجئ إلى السودان وزائير. سبّبت وحشية عناصر الجبهة الوطنية لتحرير أوغندا المزيد من الاضطرابات، ما حذا الفلاحين والجنود السابقين لحمل السلاح دفاعًا عن أرضهم ضدّ قوات الحكومة.